# Harold D. Cooley

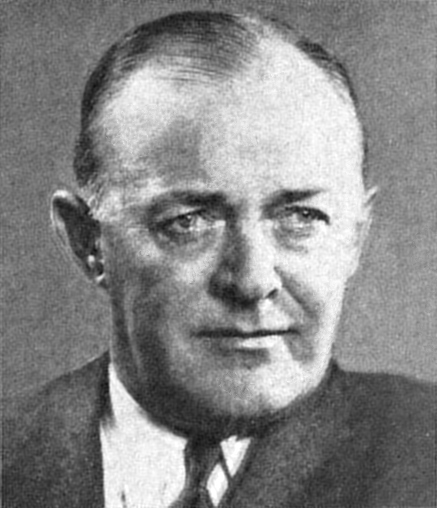
Harold D. Cooley (1955)

Harold Dunbar Cooley (* 26. Juli 1897 in Nashville, Nash County, North Carolina; † 15. Januar 1974 in Wilson, North Carolina) war ein US-amerikanischer Politiker. Er vertrat den Bundesstaat North Carolina als Abgeordneter im US-Repräsentantenhaus.

## Werdegang
Harold Cooley wurde in Nashville geboren, wo er die öffentliche Schule besuchte. Danach ging er auf die University of North Carolina at Chapel Hill. Später graduierte er an der Law School der Yale University in New Haven (Connecticut). Anschließend arbeitete er als Anwalt in seiner eigenen Praxis. Während des Ersten Weltkrieges diente er 1918 im Naval Aviation Flying Corps. Als Delegierter zur interparlamentarischen Konferenz reiste er 1947 nach Kairo und 1948 nach Rom. Des Weiteren war er der Präsident der amerikanischen Gruppe für zwei vierjährliche Legislaturperioden.

## Politik
Cooley wurde in einer außerordentlichen Wahl als Demokrat in den 73. Kongress gewählt, um den Platz des verstorbenen Abgeordneten Edward W. Pou einzunehmen. Danach wurde er noch sechzehnmal in den Kongress wiedergewählt und verblieb dort bis zu seinem Rücktritt am 30. Dezember 1966. Seine Amtszeit belief sich vom 7. Juli 1934 bis zum 30. Dezember 1966. Er kandidierte noch einmal 1966 für den 90. Kongress, scheiterte aber.
In seiner Amtszeit im Kongress war er Vorsitzender des Landwirtschaftsausschusses (81., 82., 84. bis 89. Kongress). Des Weiteren weigerte er sich 1956, das Southern Manifesto zu unterzeichnen, das sich gegen die Rassenintegration an öffentlichen Einrichtungen aussprach.
Harold Cooley verstarb am 15. Januar 1974 in Wilson. Er wurde auf dem Forest Hill Cemetery in Nashville beigesetzt.